# Quarto Miglio
Quarto Miglio è la zona urbanistica 10C del Municipio Roma VII di Roma Capitale. Si estende sul quartiere Q. XXVI Appio-Pignatelli e sulla zona Z. XVIII Capannelle.

## Geografia fisica
La zona sorge al IV miglio di via Appia Antica, a sud-est della capitale.

### Territorio
La zona urbanistica confina:
- a nord con la zona urbanistica 9C Tor Fiscale
- a nord-est la zona urbanistica 10B Appio Claudio
- a est con la zona urbanistica 10E Lucrezia Romana
- a sud-est con le zone urbanistiche 10H Gregna e 10X Ciampino
- a ovest con le zone urbanistiche 11X Appia Antica Nord e 10D Pignatelli

## Architetture religiose
- Chiesa di San Tarcisio, su largo Padre Leonardo Bello. Chiesa del XX secolo (1938-39).

Edificio in stile razionalistico dell'architetto Tullio Rossi.